# Krasnosilske, Ciornomorske
Krasnosilske (în ucraineană Красносільське) este un sat în comuna Okunivka din raionul Ciornomorske, Republica Autonomă Crimeea, Ucraina.

## Demografie
Componența lingvistică a localității Krasnosilske
     Rusă (40,57%)
     Tătară crimeeană (35,14%)
     Ucraineană (23,86%)
     Alte limbi (0,29%)
Conform recensământului din 2001, nu exista o limbă vorbită de majoritatea populației, aceasta fiind compusă din vorbitori de rusă (40,57%), tătară crimeeană (35,14%) și ucraineană (23,86%).